# Carlia triacantha
Carlia triacantha är en ödleart som beskrevs av  Mitchell 1953. Carlia triacantha ingår i släktet Carlia och familjen skinkar. Inga underarter finns listade.